# Orgeans-Blanchefontaine
Orgeans-Blanchefontaine är en kommun i departementet Doubs i regionen Bourgogne-Franche-Comté i östra Frankrike. Kommunen ligger i kantonen Maîche som tillhör arrondissementet Montbéliard. År 2022 hade Orgeans-Blanchefontaine 40 invånare.

## Befolkningsutveckling
Antalet invånare i kommunen Orgeans-Blanchefontaine
Referens:INSEE